# MiKTeX

Logotypen för MiKTeX

MiKTeX är en Tex-distribution för Microsoft Windows.
Editorer med MiKTeX-stöd
- TeXnicCenter
- WinEdt
- LyX